# Поташня (Бородянский район)
Поташня (укр. Поташня) — село, входит в Бородянский район Киевской области Украины.
Население по переписи 2001 года составляло 216 человек. Почтовый индекс — 07859. Телефонный код — 8-04477. Занимает площадь 0,32 км². Код КОАТУУ — 3221082005.

## Местный совет
07823, Киевская обл., Бородянский р-н, с. Загальцы, ул. Октябрьская, 136б